# Irina Strebel
Irina Strebel (13 febbraio 1996) è una bobbista, ex velocista, ex ostacolista ed ex astista svizzera.

## Biografia

### La carriera nell'atletica
Prima di dedicarsi al bob, Irina Strebel ha praticato l'atletica leggera nelle discipline veloci e negli ostacoli a livello mondiale juniores, avendo partecipato ai campionati mondiali under 20 di Eugene 2014 dove raggiunge il quinto posto nella staffetta 4×100 m e fu eliminata in batteria nei 100 ostacoli; prese inoltre parte a due edizioni degli Campionati europei under 20 di atletica leggera (a Rieti 2013 nel 100 m e nella 4x100 e a Eskilstuna 2015 nei 100 hs e nella 4x100). Fu inoltre presente ad alcune edizioni dei prestigiosi meeting internazionali Athletissima di Losanna e Weltklasse Zürich di Zurigo pur non competendo nelle gare riservate alla Diamond League. A livello nazionale gareggiò anche nel salto con l'asta, mentre nelle sue discipline vinse numerose medaglie ai campionati nazionali juniores nonché un bronzo nei 60 ostacoli indoor agli assoluti di San Gallo 2015.

### 2017: il passaggio al bob

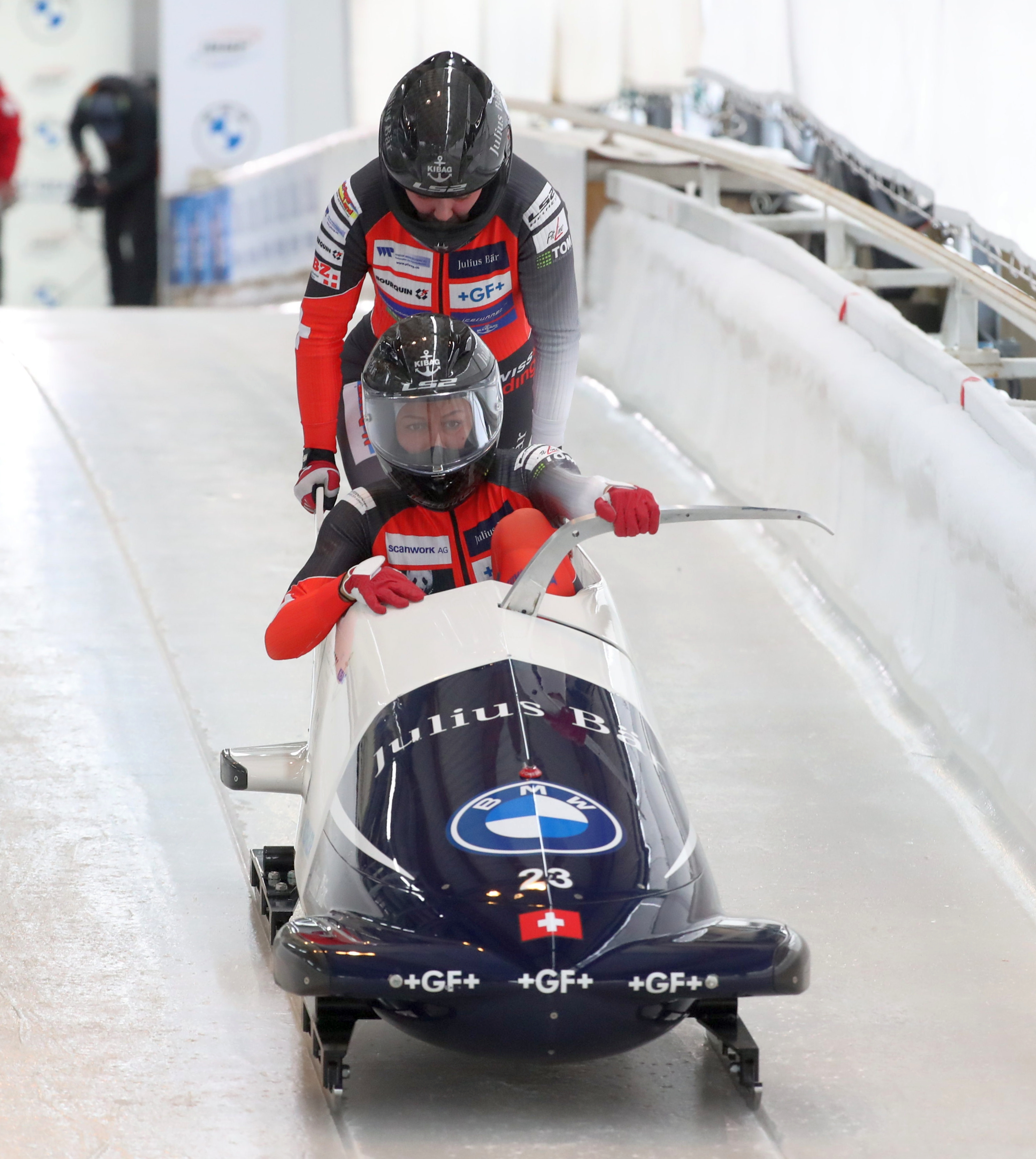
Irina Strebel (dietro) con Melanie Hasler in gara ai campionati mondiali di Altenberg 2021

Nel 2017 decise di cimentarsi nel bob in qualità di frenatrice per la squadra nazionale svizzera, debuttando in Coppa Europa a novembre di quell'anno e in Coppa del Mondo all'avvio della stagione 2017/18, il 9 dicembre 2017 a Winterberg, dove fu diciottesima nel bob a due in coppia con Martina Fontanive; colse invece il suo il primo podio il 17 gennaio 2021 a Sankt Moritz, nella sesta tappa dell'annata 2020/21, terminando la gara di bob a due al terzo posto in coppia con Melanie Hasler.
Prese parte a due edizioni dei campionati mondiali; nel dettaglio i suoi risultati nelle prove iridate sono stati, nel bob a due: non partita nella terza manche a Whistler 2019 e quattordicesima ad Altenberg 2021. Agli europei ha invece totalizzato quale miglior risultato nel bob a due l'ottavo posto, raggiunto nella rassegna di Schönau am Königssee 2018.

## Palmarès

### Bob

#### Coppa del Mondo
- 1 podio (nel bob a due):
  - 1 terzo posto.

#### Campionati svizzeri
- 1 medaglia:
  - 1 argento (bob a due a Sankt Moritz 2018[1]).

### Atletica leggera
| Anno | Manifestazione    | Sede       | Evento         | Risultato  | Prestazione | Note                                            |
| ---- | ----------------- | ---------- | -------------- | ---------- | ----------- | ----------------------------------------------- |
| 2013 | Europei juniores  | Rieti      | 100 m piani    | Semifinale | 12"07       |                                                 |
| 2013 | Europei juniores  | Rieti      | 4×100 m        | 5ª         | 45"33       |                                                 |
| 2014 | Mondiali juniores | Eugene     | 100 m ostacoli | Batteria   | 14"02       |                                                 |
| 2014 | Mondiali juniores | Eugene     | 4×100 m        | 5ª         | 45"02       | con Sarah Atcho, Majella Hauri e Ajla Del Ponte |
| 2015 | Europei juniores  | Eskilstuna | 100 m ostacoli | Batteria   | 14"44       |                                                 |

#### Campionati svizzeri
- 1 medaglia:
  - 1 bronzo (60 m ostacoli indoor a San Gallo 2015).